# L'Effroi (Greuze)
Pour les articles homonymes, voir L'Effroi.
L'Effroi est un tableau réalisé dans la seconde moitié du XVIIIe siècle par le peintre français Jean-Baptiste Greuze. De format vertical, cette huile sur toile est une allégorie qui représente l'Effroi sous les traits d'une jeune fille au regard anxieux dont la main droite est relevée sur le front.
Legs d'Arthur de Rothschild en 1904, l'œuvre fait partie des collections du musée du Louvre, à Paris. Elle se trouve depuis 1961-1962 en dépôt au musée d'Art moderne et contemporain de Saint-Étienne Métropole, à Saint-Étienne, dans la Loire.
La figure féminine sur le buste de laquelle elle se concentre se retrouve avec la même expression, et faisant le même geste, dans une autre peinture de l'artiste, Jeune Femme effrayée par l'orage. Ce panneau de bois à la composition moins resserrée la montre en train de tenter d'abriter derrière un arbuste un nourrisson endormi et un petit chien. Il est conservé au musée des Beaux-Arts de Bordeaux, à Bordeaux, en Gironde.

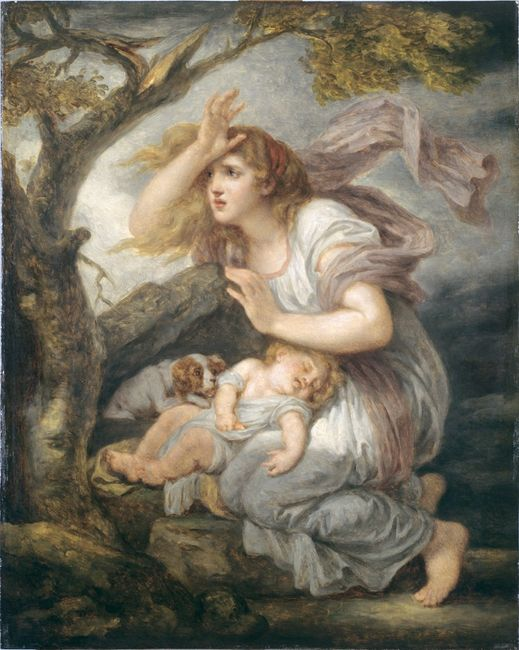
Jeune Femme effrayée par l'orage, XVIIIe siècle – Musée des Beaux-Arts de Bordeaux, Bordeaux.